# Cyril Saugrain
Cyril Saugrain (Livry-Gargan, 22 juni 1973) is een Frans voormalig wielrenner. Hij was beroeps van 1994 tot en met 2003. Hij boekte een ritzege in de Ronde van Frankrijk 1996, toen hij Danny Nelissen versloeg in een sprint met vijf. In 1993 won hij de belofteneditie van Parijs-Tours. Verder won Saugrai twee etappes in de Ronde van Vaucluse, de Mi-Aout-Bretonne, de Grand Prix de Villers-Cotterêts en een etappe in het Circuit Franco-Belge. Hij reed zijn hele carrière bij Franse ploegen.
Vanaf 2013 werd hij wielercommentator op de RTBF.

## Belangrijkste overwinningen
1993
- Parijs-Tours (beloften)

1995
- Aubervilliers Criterium
- Quatre Jours de L'Aisne
- Ronde van L'Ain
- Ronde van de Vaucluse

1996
- Châteauroux - Classic de l'Indre
- 1 etappe in de Ronde van Frankrijk
- Ronde van de Vaucluse

1997
- Mi-Aout-Bretonne

1998
- 1 Etappe in Circuit Franco-Belge

1999
- GP de Villiers Cotterêts

## Resultaten in voornaamste wedstrijden
| Jaar | Ronde van Italië | Ronde van Frankrijk | Ronde van Spanje |
| ---- | ---------------- | ------------------- | ---------------- |
| 1996 |                  | opgave (1)          |                  |
| 1997 |                  | opgave              |                  |
| 1998 |                  |                     | opgave           |
| 2001 |                  |                     |                  |
| 2002 |                  |                     | 114e             |

| Jaar | Gent-Wevelgem | Luik-Bast.‑Luik |
| ---- | ------------- | --------------- |
| 1996 |               |                 |
| 1997 | 11e           | 45e             |
| 1998 |               |                 |
| 2001 |               |                 |
| 2002 |               |                 |